# 托尔托拉
托尔托拉（義大利語：Tortora），是意大利科森扎省的一个市镇。总面积58.26平方公里，人口6100人，人口密度104.7人/平方公里（2009年）。ISTAT代码为078149。